# Facing Goya
Facing Goya est un opéra composé par le britannique Michael Nyman et dont la première création date de 2000. L’œuvre, de nature expérimentale, s'inscrit musicalement dans le champ du minimalisme et questionne les enjeux éthiques des sciences et des technologies, notamment la génétique. L'intrigue de l'opéra repose sur la disparition du crâne de Francisco Goya (après son décès, la tête de Francisco Goya est séparée du cadavre et disparaît).

## Présentation

### Généralités
Facing Goya est un opéra de style expérimental, composé par Michael Nyman sur un livret de Victoria Hardie.
Les thèmes abordés par l'opéra sont de nature éthique et questionnent le rapport de la société à la science et au génie génétique.
La première mondiale de l’œuvre a lieu en 2000.

### Argument
L'intrigue s'articule autour de la disparition du crâne de Francisco Goya.
Le livret propose comme perspective que Francisco Goya aurait demandé à des amis de soustraire son crâne à sa mort, ceci afin d'éviter une profanation ou des études scientifiques sur sa dépouille.
Le personnage principal, une personne des milieux bancaires spécialisées dans les affaires d'art, voyage alors à travers le temps et le monde afin de faire la lumière sur ce mystère et de découvrir le crâne. Le personnage va être confronté successivement au milieu de la craniométrie, puis aux historiens de l'art et médecins nazis, puis aux généticiens modernes avant de finalement rencontrer un clone de Francisco Goya.

## Musique
La musique de Facing Goya est de style minimaliste.
L'opéra requiert 5 chanteurs ou chanteuses : l'une d'entre elles assurent le personnage principal et les 4 autres les personnages secondaires.

## Livret
Le livret a été écrit par Victoria Hardie.
Les paroles des différents airs sont constituées d'assertions pseudo-scientifiques.
« The sequence of the gene is always the same. »
— Propos repris par James R. Oestreich dans le New York Times du 27 mai 2014.
        
« La séquence génétique est toujours la même. »
« The gene pool must belong to the public. »
— Propos repris par James R. Oestreich dans le New York Times du 27 mai 2014.
        
« Le patrimoine génétique devrait appartenir au public »

## Histoire et production
En 2014, l'artiste singapourien Ong Keng Sen monte une production de Facing Goya. Celle-ci est présentée au Festival Spoleto USA (Charleston) ainsi qu'au Festival international des arts de Singapour. La chanteuse Suzanna Guzmán y tient le rôle du personnage principal,.

## Réception critique
Les critiques considèrent généralement Facing Goya comme une œuvre de mauvaise qualité.
Les critiques reprochent généralement à cet opéra son caractère pseudo-intellectuel et une prétention exagérée.
La musique de Facing Goya est également la cible des critiques. Certains spécialistes estiment la partition de faible qualité sur le plan esthétique.